# São Bento Abade
São Bento Abade es un municipio brasileño del estado de Minas Gerais.

## Historia
El primer habitante del lugar fue el padre José Bento Ferreira de Toledo, que allí se fijó para catequizar los indios, y construyó una capilla a mediados del siglo XVIII y en 1752 instaló la sede de la hacienda Sao Bento del Campo Bello. 
En 1962, el poblado se emancipa con el nombre de São Bento Abade, debido a la devoción que el fundador, dedicaba a Sao Bento.

## Geografía
Su población contada en 2007 era de 4.400 habitantes.

### Hidrografía
São Bento Abade se encuentra sobre la división de aguas de las Cuencas Hidrográficas del río Verde y del río Grande. El río del Cervo, que hace su límite este con el municipio de Luminárias es afluente del margen izquierdo del río Grande.
Los principales cursos de agua son el río de la Mina y el río del Cervo, tributários de la cuenca del río Grande.